# Pertti Panula
Pertti Panula, född 1 mars 1952 i Helsingfors, är en finländsk neuroanatom.
Panula blev medicine och kirurgie doktor 1980. Han var 1992–2003 professor i allmän biologi vid Åbo Akademi och blev 2000 svenskspråkig professor i biomedicin vid Helsingfors universitet.
Han är känd särskilt för sin forskning kring histaminerga neuronsystem, där undersökningar av människo- och däggdjurshjärnan (med relevans bland annat för Parkinsons sjukdom) berikas av omfattande jämförande studier av histaminsystemet hos en mångfald av djurgrupper. Med användningen av transgena djurmodeller och molekylärbiologiska tekniker har Panulas forskning utvecklats i en mer funktionell riktning. Förutom en metodologisk handbok (Neurohistochemistry: Modern Methods and Applications, 1986) har han tillsammans med andra utgivit böcker om fågelskydd (till exempel Kololinnut ja lintujen suojelu, 1984).
Han är ledamot av Finska Vetenskaps-Societeten sedan 1995. och av Finska Vetenskapsakademien sedan 2014